# Mistrzostwa NCAA w Lekkoatletyce 2017
Mistrzostwa I Dywizji NCAA w Lekkoatletyce 2017 – zawody lekkoatletyczne, które odbywały się między 7 a 10 czerwca 2017 na stadionie Hayward Field w Eugene.

## Rezultaty
| NR - rekord kraju \| WL - najlepszy tegoroczny wynik na listach światowych |

### Mężczyźni
| Konkurencja:                       | 1. miejsce                                                                   | Rezultat   | 2. miejsce                                                                     | Rezultat     | 3. miejsce                                                                                 | Rezultat   |
| Bieg na 100 metrów                 | Christian Coleman                                                            | 10,04      | Cameron Burrell                                                                | 10,12        | Christopher Belcher                                                                        | 10,19      |
| Bieg na 200 metrów                 | Christian Coleman                                                            | 20,25      | Nethaneel Mitchell-Blake                                                       | 20,29        | Jereem Richards                                                                            | 20,55      |
| Bieg na 400 metrów                 | Fred Kerley                                                                  | 44,10      | Nathon Allen                                                                   | 44,69        | Michael Cherry                                                                             | 44,77      |
| Bieg na 800 metrów                 | Emmanuel Korir                                                               | 1:45,03    | Isaiah Harris                                                                  | 1:45,40      | Joseph White                                                                               | 1:45,73 PB |
| Bieg na 1500 metrów                | Josh Kerr                                                                    | 3:43,03    | Justine Kiprotich                                                              | 3:43,50      | Craig Engels                                                                               | 3:43,54    |
| Bieg na 5000 metrów                | Grant Fisher                                                                 | 13:25,59   | Jack Bruce                                                                     | 13:26,10     | Justyn Knight                                                                              | 13:27,07   |
| Bieg na 10 000 metrów              | Marc Scott                                                                   | 29:01,54   | Rory Linkletter                                                                | 29:02,96     | Erik Peterson                                                                              | 29:04,74   |
| Bieg na 110 metrów przez płotki    | Grant Holloway                                                               | 13,49      | Ruebin Walters                                                                 | 13,54        | Dave Kendziera                                                                             | 13,59      |
| Bieg na 400 metrów przez płotki    | Eric Futch                                                                   | 48,32 PB   | Rai Benjamin                                                                   | 48,33 NR     | Kemar Mowatt                                                                               | 48,49 PB   |
| Bieg na 3000 metrów z przeszkodami | Edwin Kibichiy                                                               | 8:28,40 PB | Darren Fahy                                                                    | 8:31,08 PB   | Dylan Blankenbaker                                                                         | 8:31,17 PB |
| Sztafeta 4 × 100 metrów            | University of Houston John Lewis Mario Burke Jacarias Martin Cameron Burrell | 38,34      | Auburn University Odean Skeen Khalil Henderson Raheem Chambers Teray Smith     | 38,48        | North Carlina A&T University Jaylen Mitchell Christopher Belcher Caleb Gabriel Rodney Rowe | 38,57      |
| Sztafeta 4 × 400 metrów            | Texas A&M University Richard Rose Mylik Kerley Robert Grant Fred Kerley      | 2:59,98    | University of Arkansas Rhayko Schwartz Eric Janise Roy Ejiakuekwu Obie Igbokwe | 3:01,84      | University of Iowa Dejuan Frye Mar'yea Harris Collin Hofacker Emmanuel Ogwo                | 3:01,91    |
| Skok wzwyż                         | Christoff Bryan                                                              | 2,21       | Trey Culver                                                                    | 2,21         | Justice Summerset                                                                          | 2,18       |
| Skok o tyczce                      | Matt Ludwig                                                                  | 5,60       | Adrián Vallés                                                                  | 5,55         | Husajn Asim Al Hizam                                                                       | 5,45       |
| Skok w dal                         | KeAndre Bates                                                                | 8,05       | Grant Holloway                                                                 | 8,00         | Will Williams                                                                              | 7,96       |
| Trójskok                           | KeAndre Bates                                                                | 16,76w     | Clive Pullen                                                                   | 16,60        | Scott Carter                                                                               | 16,24      |
| Pchnięcie kulą                     | Filip Mihaljević                                                             | 21,30 PB   | Mostafa Amr Hassan                                                             | 20,38        | Nick Demaline                                                                              | 20,08      |
| Rzut dyskiem                       | Filip Mihaljević                                                             | 63,76 PB   | Reggie Jagers                                                                  | 62,51 PB     | Jordan Young                                                                               | 20,08      |
| Rzut młotem                        | Rudy Winkler                                                                 | 74,12      | Alex Young                                                                     | 73,66 PB     | Hleb Dudarau                                                                               | 73,44      |
| Rzut oszczepem                     | Joanis Kiriazis                                                              | 82,58      | Nicolás Quijera                                                                | 76,77 PB     | Michael Shuey                                                                              | 76,42 PB   |
| Dziesięciobój                      | Lindon Victor                                                                | 8390 pkt.  | Devon Williams                                                                 | 8181 pkt. PB | Luca Wieland                                                                               | 8146 pkt.  |

### Kobiety
| Konkurencja:                       | 1. miejsce                                                                             | Rezultat    | 2. miejsce                                                                        | Rezultat    | 3. miejsce                                                                            | Rezultat    |
| Bieg na 100 metrów                 | Mikiah Brisco                                                                          | 10,96 PB    | Deajah Stevens                                                                    | 11,04       | Teahna Daniels                                                                        | 11,06 PB    |
| Bieg na 200 metrów                 | Kyra Jefferson                                                                         | 22,02 PB    | Ariana Washington                                                                 | 22,39       | Gabrielle Thomas                                                                      | 22,61       |
| Bieg na 400 metrów                 | Chris-Ann Gordon                                                                       | 50,51       | Shakima Wimbley                                                                   | 50,68       | Kendall Ellis                                                                         | 51,06       |
| Bieg na 800 metrów                 | Raevyn Rogers                                                                          | 2:00,02     | Hanna Green                                                                       | 2:01,32     | Brooke Feldmeier                                                                      | 2:01,54 PB  |
| Bieg na 1500 metrów                | Jaimie Phelan                                                                          | 4:13,78     | Nikki Hiltz                                                                       | 4:13,80     | Karisa Nelson                                                                         | 4:13,96     |
| Bieg na 5000 metrów                | Karissa Schweizer                                                                      | 15:38,93 PB | Alsu Gabdullina                                                                   | 15:43,84 PB | Katherine Receveur                                                                    | 15:44,80 PB |
| Bieg na 10 000 metrów              | Charlotte Taylor                                                                       | 32:38,57    | Alice Wright                                                                      | 32:42,64    | Sharon Lokedi                                                                         | 32:46,10 PB |
| Bieg na 100 metrów przez płotki    | Tobi Amusan                                                                            | 12,57 PB    | Jasmine Camacho-Quinn                                                             | 12,58 NR    | Rushelle Burton                                                                       | 12,65 PB    |
| Bieg na 400 metrów przez płotki    | Sage Watson                                                                            | 54,52 PB    | Anna Cockrell                                                                     | 55,36       | Amalie Iuel                                                                           | 55,82       |
| Bieg na 3000 metrów z przeszkodami | Allie Ostrander                                                                        | 9:41,31 PB  | Madison Boreman                                                                   | 9:46,48 NJR | Tori Gerlach                                                                          | 9:46,76 PB  |
| Sztafeta 4 × 100 metrów            | University of Kentucky Destiny Carter Jasmine Camacho-Quinn Kayelle Clarke Kianna Gray | 42,51       | University of Alabama Quanesha Burks Diamond Gause Symone Darius Takyera Roberson | 42,56       | University of Florida Skylar Ross Ransom Shayla Sanders Destinee Gause Kyra Jefferson | 42,73       |
| Sztafeta 4 × 400 metrów            | University of Oregon Makenzie Dunmore Deajah Stevens Elexis Guster Raevyn Rogers       | 3:23,13     | USC Trojans Cameron Pettigrew Amalie Iuel Deanna Hill Kendall Ellis               | 3:23,35     | Louisiana State University Rachel Misher Jada Martin Kymber Payne Travia Jones        | 3:26,99     |
| Skok wzwyż                         | Madeline Fagan                                                                         | 1,91 PB     | Tatiána Goúsin                                                                    | 1,91 PB     | Kaysee Pilgrim                                                                        | 1,85        |
| Skok o tyczce                      | Olivia Guver                                                                           | 4,50 PB     | Lexi Weeks                                                                        | 4,45        | Annie Rhodes                                                                          | 4,40        |
| Skok w dal                         | Kate Hall                                                                              | 6,73        | Keturah Orji                                                                      | 6,71w       | Sydney Conley                                                                         | 6,56        |
| Trójskok                           | Keturah Orji                                                                           | 14,29w      | Marie-José Ebwea Bile                                                             | 13,69w      | Yanis David                                                                           | 13,64w      |
| Pchnięcie kulą                     | Danniel Thomas                                                                         | 19,15 NR    | Emmonnie Henderson                                                                | 17,92       | Brittany Mann                                                                         | 17,49       |
| Rzut dyskiem                       | Shadae Lawrence                                                                        | 61,37       | Maggie Ewen                                                                       | 60,11       | Kellion Knibb                                                                         | 59,19       |
| Rzut młotem                        | Maggie Ewen                                                                            | 73,32 PB    | Brooke Anderson                                                                   | 68,62 PB    | Beatrice Nedberge Llano                                                               | 67,42       |
| Rzut oszczepem                     | Irena Šedivá                                                                           | 58,76       | Marija Vučenović                                                                  | 58,58 PB    | Ashley Pryke                                                                          | 56,93 PB    |
| Siedmiobój                         | Kendell Williams                                                                       | 6265 pkt.   | Nina Schultz                                                                      | 5959 pkt.   | Taliyah Brooks                                                                        | 5795 pkt.   |

## Rekordy
Podczas zawodów ustanowiono 4 krajowe rekordy w kategorii seniorów:
| Zawodnik              | Reprezentacja        | Konkurencja                     | Rezultat |
| --------------------- | -------------------- | ------------------------------- | -------- |
| Rai Benjamin          | Antigua i Barbuda    | bieg na 400 metrów przez płotki | 48,33    |
| Jasmine Camacho-Quinn | Portoryko            | bieg na 100 metrów przez płotki | 12,58    |
| Danniel Thomas        | Jamajka              | pchnięcie kulą                  | 19,15    |
| Vanja Spajić          | Bośnia i Hercegowina | rzut oszczepem                  | 51,55    |